# Josef Anton Stüttler
Josef A. Stüttler (* 14. März 1931 in Tschagguns, Montafon, Österreich; † 25. Februar 2009 ebenda) war ein österreichischer Sozialwissenschaftler.

## Leben
Josef Anton Stüttler studierte Philosophie, Psychologie, Soziologie und Geschichte in München, Tullaby (Irland) und Innsbruck. 1958 wurde er im Fach Philosophie mit einer Dissertation bei Emerich Coreth zum Gottesproblem im Spätwerk Schellings promoviert. Er war von 1960 bis 1964 Wissenschaftlicher Assistent am Institut für Christliche Philosophie der Universität Innsbruck bei Emerich Coreth (Philosophie) und dem Soziologen Johannes Schasching, 1964 bis 1965 Assistent bei Heinrich Kipp am Lehrstuhl Rechts- und Sozialphilosophie, Völkerrecht. Während seiner Assistentenzeit studierte er parallel Staats- und Volkswirtschaftslehre. 
Von 1966 bis 1970 war Stüttler als Wissenschaftlicher Assistent und Leiter der Studientagungen am Sozialinstitut Kommende Dortmund des Paderborner Erzbistums. Von 1970 bis 1972 war er Referent für Gesellschaftspolitik beim deutschen Kolpingwerk und wissenschaftlicher Mitarbeiter im Bundes- und Generalsekretariat. 1972 erhielt er einen Ruf an die Katholische Hochschule Nordrhein-Westfalen, Abteilung Köln als Professor für Philosophie, insbes. Sozialphilosophie, ab 1980 für  Sozialphilosophie, Politikwissenschaft einschließlich Sozialpolitik am Fachbereich Sozialwesen. 1996 wurde er emeritiert.
Stüttler war Berater des Kolpingwerks Deutschland von 1972 bis 1996. 1976 war er maßgeblich an der Erstellung der "Paderborner Programmes" des Kolpingwerkes beteiligt und hat damit den Rahmen des Kolpingwerkes im politischen und gesellschaftspolitischen Bereich bis heute gelegt.
Sein wissenschaftliches Interesse galt der Vermittlung, Erforschung und Aktualität der Christlichen Gesellschaftslehre, ihrer anthropologischen und sozialphilosophischen Grundlagen und ihrer sozialpolitischen Konsequenzen. 
Er hat zahlreiche Veröffentlichungen zur Katholischen Soziallehre und christliche Gesellschaftslehre publiziert.
Stüttler verstarb nach langer schwerer Krankheit.

## Schriften
- Josef A. Stüttler, Hans Hirschmann: Der Christ in der Welt. Reihe 13. Christentum und Kultur. Bd. 6. Kirche und Staat, Pattloch Aschaffenburg 1969
- Josef A. Stüttler, Hans Hirschmann: Der Christ in der Welt. Reihe 13. Christentum und Kultur. Bd. 1. Christentum und Kultur , Pattloch Aschaffenburg 1970
- Josef A. Stüttler: Christentum und Kultur, 1970, ISBN 3557941280
- Josef A. Stüttler: Sittlichkeit und Recht, 1971, ISBN 3557941353
- Josef A. Stüttler: Christentum und Erziehung, 1972, ISBN 3557941523
- Josef A. Stüttler: Der kritische Mensch im modernen Christentum, 1974, ISBN 3874971155
- Michael Hanke, Josef A. Stüttler, Hubert Tintelott: Kolping und die Soziale Frage. Kolping-Verlag, Köln 1981, ISBN 978-3-921425-09-1.
- Michael Hanke, Josef A. Stüttler, Max Weinkamm: Modelle beruflicher Hilfen, 1981, ISBN 3921425107
- Rosa Copelovici, Michael Hanke, Franz Lüttgen, Josef A. Stüttler: Adolph-Kolping-Schriften. Kölner Ausgabe: Soziale Frage und Gesellenverein 1852-1858, Band 4, Kolping-Verlag 1986, ISBN 3921425239
- Rosa Copelovici, Michael Hanke, Franz Lüttgen, Josef A. Stüttler: Adolph-Kolping-Schriften. Kölner Ausgabe: Soziale Frage und Gesellenverein 1852-1858, Band 5, Kolping-Verlag 1987, ISBN 392142528X
- Rosa Copelovici, Michael Hanke, Franz Lüttgen, Josef A. Stüttler: Adolph-Kolping-Schriften. Kölner Ausgabe: Bilder aus Rom, Band 6, Kolping-Verlag 1986, ISBN 3921425263
- Michael Hanke, Josef A. Stüttler: Engagement für die berufliche Bildung. Band I: Berufliche Bildung in der Verbandsgeschichte, 1991, ISBN 3921425352
- Josef A. Stüttler: Adolph Kolping und "Rerum novarum". Kolpings Wirken und Werk und 100 Jahre kirchliche Sozialbotschaft im Vergleich, 1991, ISBN 3921425425
- Rolf H. Stein, Josef A. Stüttler: Ehe und Familie in anthropologischer Sicht, Kolping Verlag 1991, ISBN 3921425476